# Nektarkrypare
Nektarkrypare (Cyanerpes) är släkte i familjen tangaror inom ordningen tättingar. Släktet omfattar fyra arter som förekommer i Latinamerika från södra Mexiko till Amazonområdet i Brasilien:
- Rödbent nektarkrypare (C. cyaneus)
- Purpurnektarkrypare (C. caeruleus)
- Gulbent nektarkrypare (C. lucidus)
- Kortnäbbad nektarkrypare (C. nitidus)